# كفار (ولاية قالمة)
كفار أو شرفة أحمد هو حي تابع لبلدية بومهرة أحمد، ولاية قالمة، الجزائر، والذي كان يعاني من الاحتلال الفرنسي لأجيال عديدة وكان به مركز تعذيب، وتوفي به عدد من الشهداء من بينهم عبد الحمد شكاروة وبوشبوط سليمان. وبفضل كل الشهداء أصبح مكاناً أثرياً. ويبعد عن ولاية قالمة خمسة عشر كيلومتر.

## مقالات ذات صلة
- ونوغة.